# Khajuraho

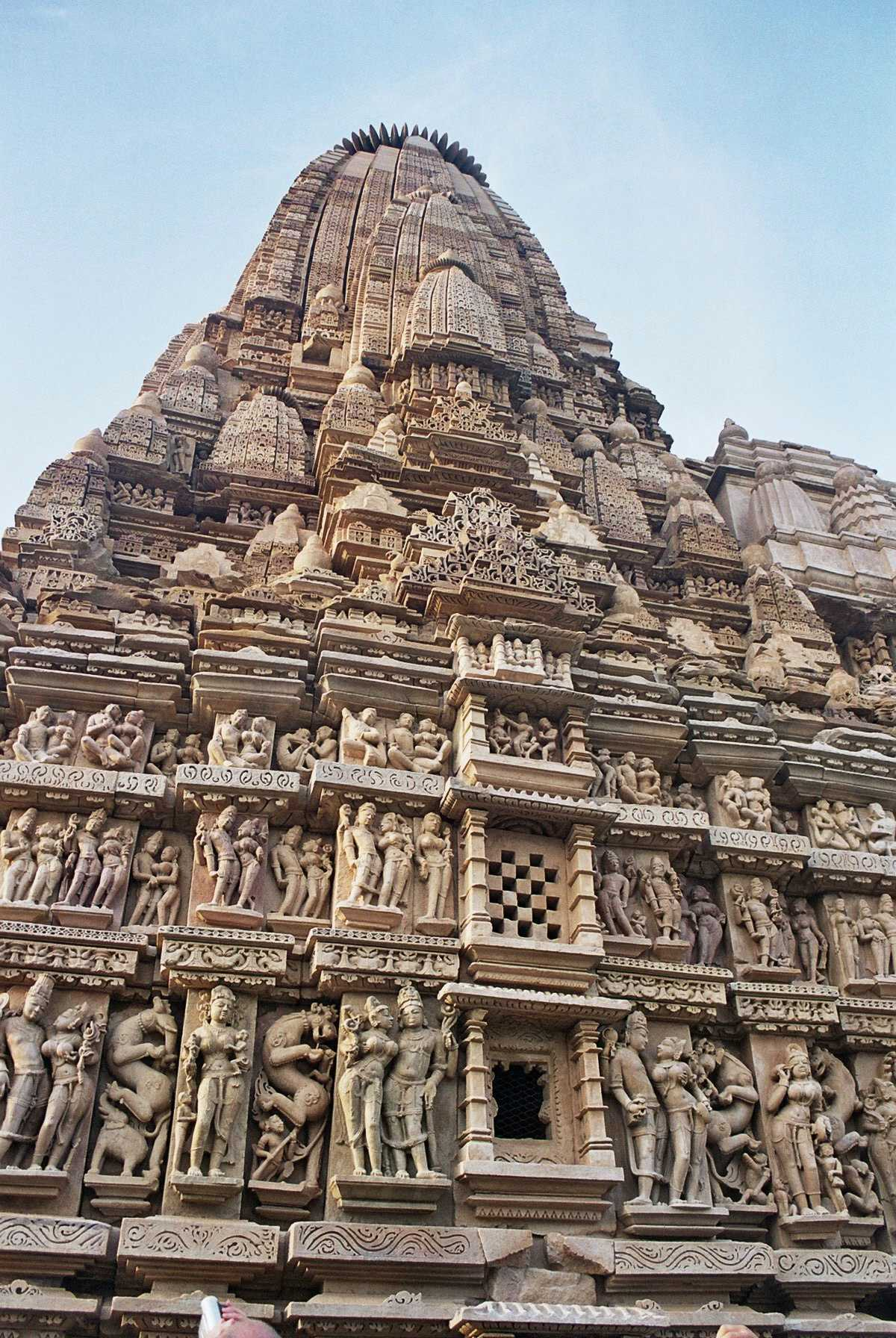
Khajuraho

Khajuraho (hindi: खजुराहो) és una vila de Madhya Pradesh a l'Índia amb una població segons el cens del 2001 de 7.665 habitants, que el juliol de 2008 segons oficials de la població havia sobrepassat els deu mil habitants (1.242 habitants el 1901). Destaca pel seu conjunt de temples declarats Patrimoni de la Humanitat el 1986, en els quals hi ha diverses escultures eròtiques i es considera una de les "set meravelles" de l'Índia. El nom de la ciutat, antigament "Kharjuravahaka", deriva de la paraula sànscrita kharjur que significa "palmera datilera".

## Història
Històricament, la regió va formar part de molts regnes i Imperis. El primer poder conegut que va tenir Khajuraho al seu territori va ser el Vatsa. Els seus successors a la regió van incloure els Maurians, Sungas, Kuixans, Nagas de Padmavati, la dinastia Vakataka, els Guptas, la dinastia Pushyabhuti i la dinastia Gurjara-Pratihara. Va ser concretament durant el període Gupta que l'arquitectura i l'art van començar a florir en aquesta regió, encara que els seus successors van continuar la tradició artística.
Els Chandela van governar la zona des del segle ix, que estaven subjectes als Gurjara-Praitharas. Durant el regnat de Dhanga (c. 950–1002) els Chandeles es van independitzar i durant aquest temps es van construir molts temples importants. Els Chandela van rebre cops mortals primer dels Chahamanes de Shakambhari el 1182 i després de Qutb-ad-Din Àybak el 1202. Khajuraho es va convertir en un petit poble quan els Chandela van traslladar les seves activitats als forts de Mahoba, Kalinjar i Ajayagarh.
És esmentada per primer cop en el relat del peregrí budista Hiuen Tsiang que va visitar la cort del regne que anomena Chi-ki-to (Jijhoti). Hi havia temples budistes en aquell temps, però modernament només resta una estatua de colossal de Buda del segle VII o VIII. Fou la capital del regne de Jijhoti, i Abu Rihan, que acompanyava a Mahmud de Gazni en la seva expedició a Kalinjar el 1021 esmenta Kajuraha com a capital de Jijhoti.
Fou la capital dels rajputs chandeles que van governar la zona entre els segles x i xii i aleshores s'anomenava Khajjuravahaka i Khajurapuraor Khajjinpura. Ibn Battuta la va visitar el 1335, i l'anomena Kajura, descrivint el llac i els temples idòlatres; segurament encara estava en possessió dels hindús en aquesta època. Hauria perdut importància amb l'expedició de Sikandar Lodi a Panna i Baghelkhand del 1494-1495, quan va assolar la regió.
Fou part de l'estat tributari protegit de Chhatarpur, ciutat situada a uns 40 km, fundat al segle xviii.
Ibn Battuta va visitar Karjuraho i va descriure la presència de temples i alguns ascetes. Al segle xvi, Khajuraho es va convertir en un lloc insignificant i només va ser "redescobert" per CJ Franklin (un agrimensor militar) el 1819. Tanmateix, la distinció real de retrobar Khajuraho es deu a TS Burt (un capità de l'exèrcit britànic) que el va visitar el 1838. El següent visitant significatiu va ser Alexander Cunningham entre 1852 i 1855.

## Descripció

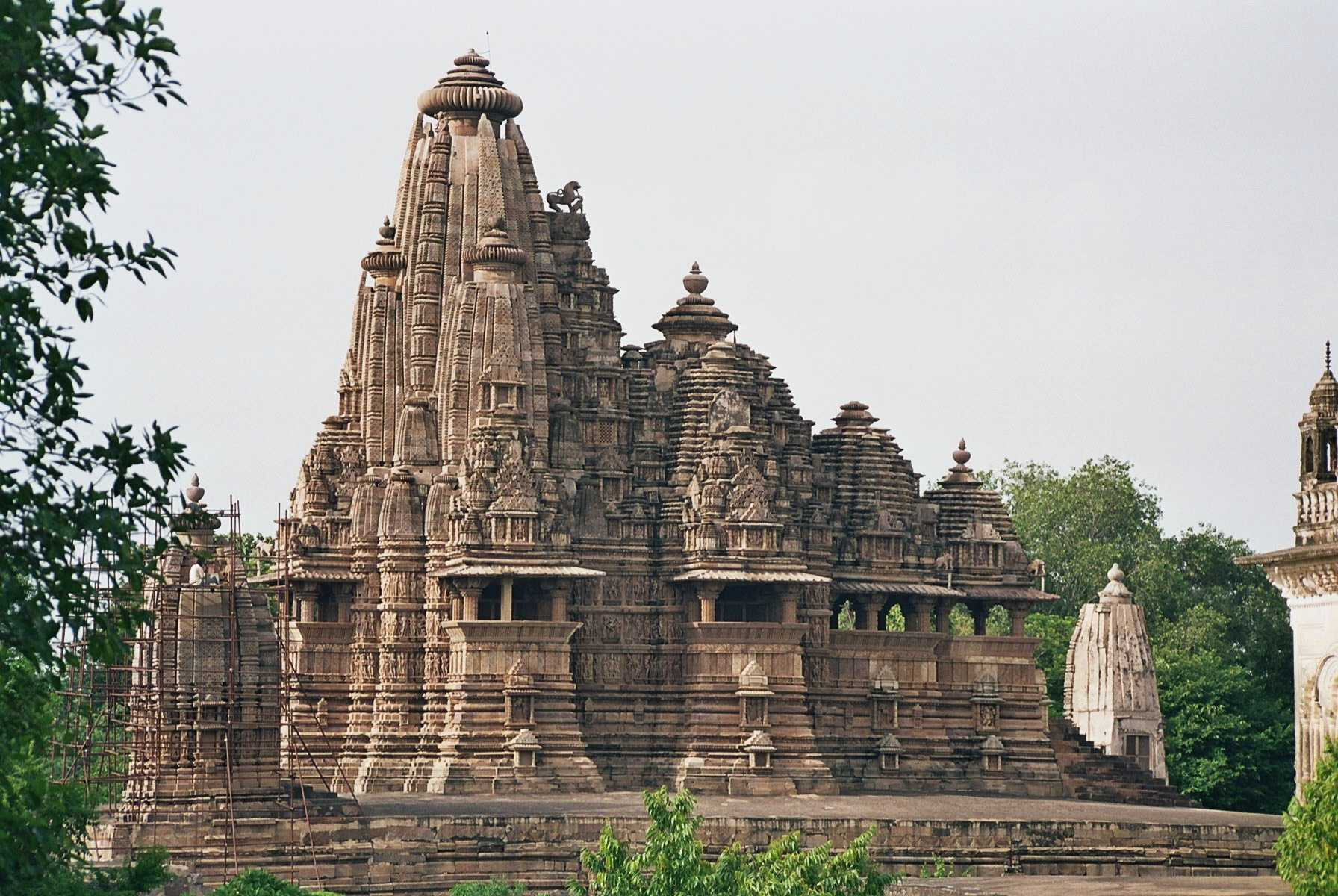
Un dels temples de Khajuraho.

Els temples foren construïts entre la meitat del segle X i la meitat del segle xi. Tota la zona està emmurallada amb diverses portes que permeten l'entrada cadascuna de les quals (8) té dos palmeres a l'entrada. Els temples originals eren uns 80 dels quals 22 estan en bon estat. La superfície total és de 21 km². Allunyats dels llocs habituals es van conservar sota els mongols coberts de vegetació, sent redescoberts el 1838 pel capità britànic I. S. Burt.
Els temples estan sobre plataformes elevades per facilitar el passeig ritual al seu entorn. Les torres estan sobre les plataformes de manera que donen sensació de verticalitat des de lluny. Estan construïts amb blocs de granit i pedra calcària, estan units els blocs per enllaços metal·lics. Els murs estan dividits en franges horitzontals mitjançant motllures i baixos relleus.

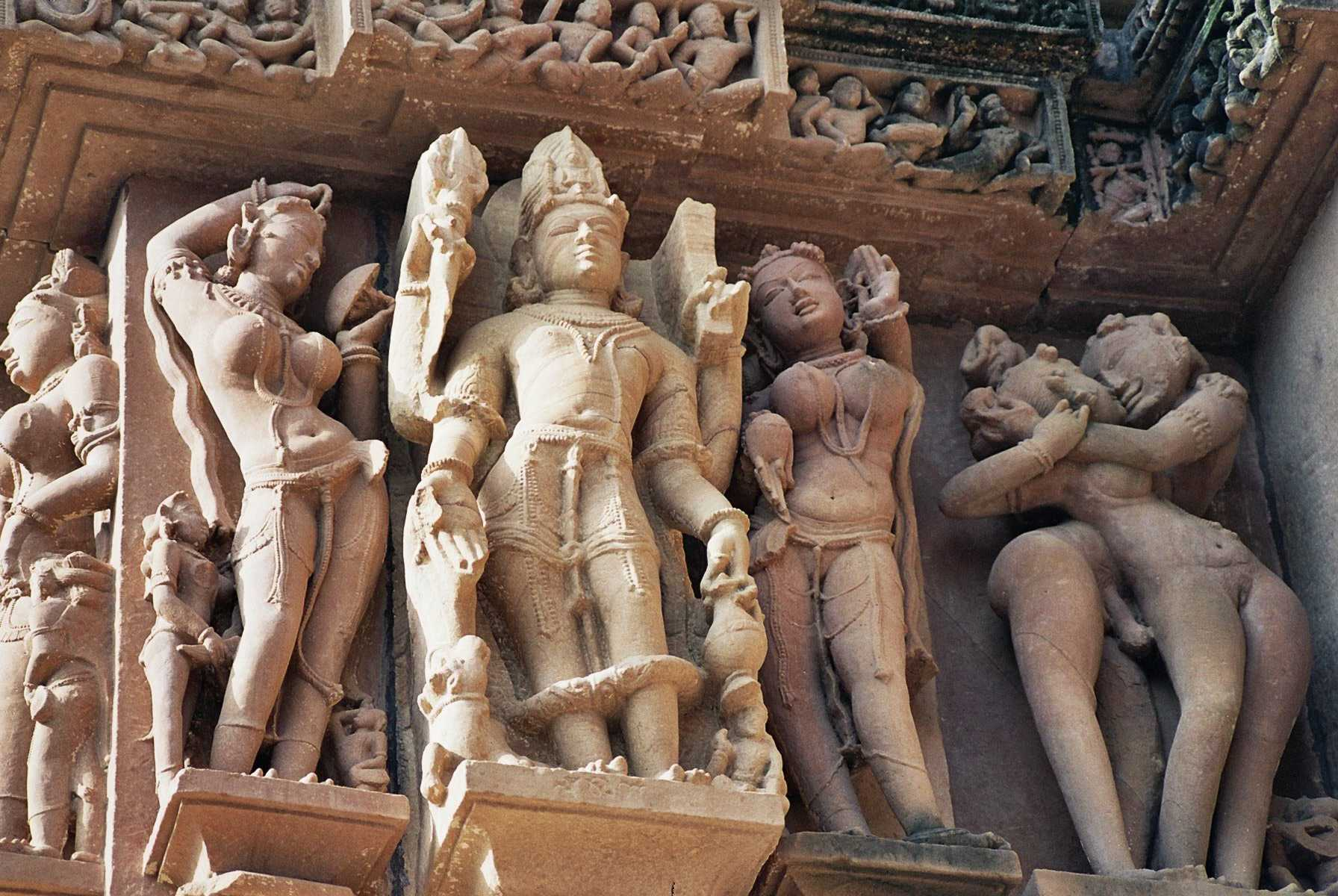
Detall

Hi ha escultures de cinc tipus: les geomètriques i florals sobretot als sostres, columnes i motllures; les representacions de la vida de la cort amb balls, músiques i activitats diàries; figures d'animals generalment a l'exterior i parts inferiors; les figures de deus i deesses generalment al fons del temple; i finalment les figures de dones i parelles en activitat sexual.
El motiu de les escultures eròtiques no es coneix: es pensa que era educatiu per ensenyar el kamasutra als més joves però hi ha altres teories.
Dels 22 temples a considerar, s'han format tres grups: oest, est i sud.

### Grup oest
És el principal; inclou el Museu Arqueològic i dos temples en ruïnes i a més a més:

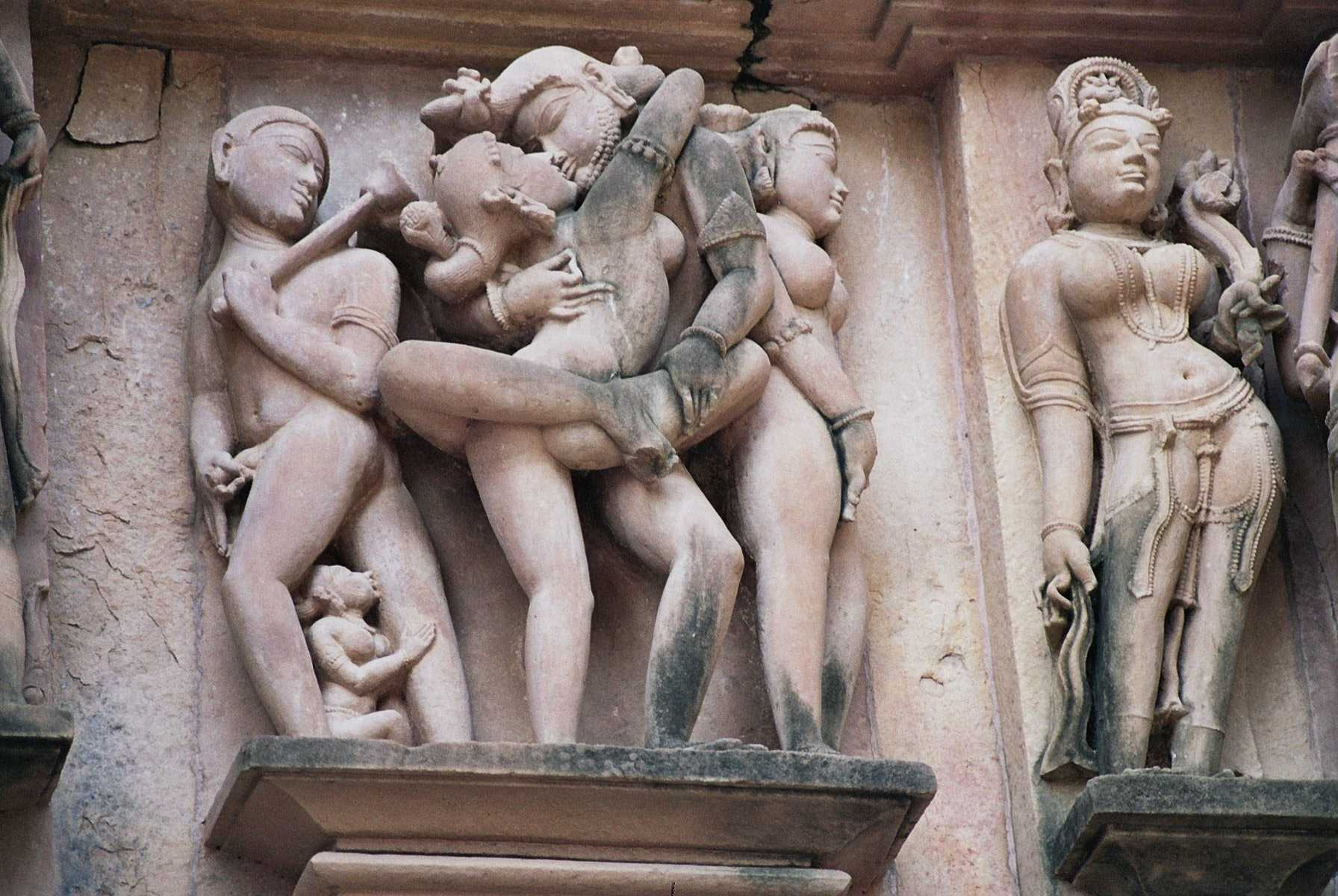
Figures eròtiques.

- El temple Lakshmana, possible obra del rei Lakshavarman (vers 925-950) dedicat a Vixnu
- El temple Varaha, dedicat a Vixnu
- El temple Matangesvara ': dedicat a Xiva
- El temple Visvanatha construït pel rei Dhangadeva (vers 950-1002).

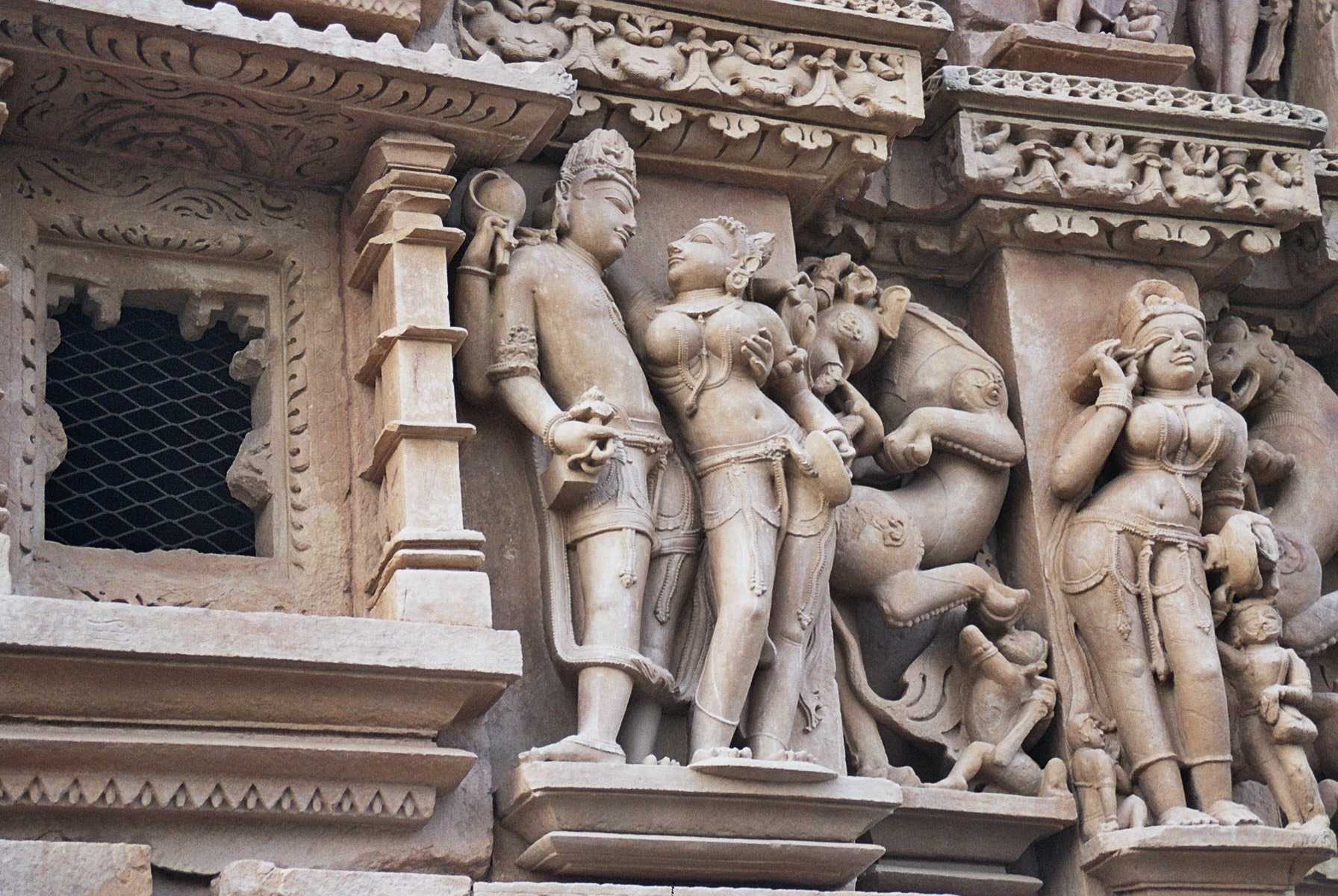
Vixnu

- El temple de Nandi dedicat al brau Nandi, que era muntat per Xiva
- El temple Kandariya Mahadev, el més gran, dedicat a Xiva
- El temple Devi Jagadambi, dedicat a Kali
- El temple Chitragupta amb estàtua de Surya, el déu del sol

### Grup est
Amb tres temples hinduistes i tres jainistes destacant el temple Parsvanatha

### Grup sud
A un kilòmetre del grup est, amb dos temples, el Duladeo i el Chaturbhuja amb estàtua de Vixnu.

## Rodalies
A Kurar Nala, no gaire lluny de Khajuraho, hi ha el magnífic temple de Kunwar Nath, del mateix estil encara que una mica més petit. Al poble de Jatkari, a uns 2 km, hi ha també un temple que hauria estat construït per Suja, germana del famós heroi Banaphar Alha, de les guerres entre els chandeles i Prithwi Raja Chauhan de Delhi.

## Clima
| Paràmetres climàtics mitjans de Khajuraho (1981–2010, extremes 1970–2010) | Paràmetres climàtics mitjans de Khajuraho (1981–2010, extremes 1970–2010) | Paràmetres climàtics mitjans de Khajuraho (1981–2010, extremes 1970–2010) | Paràmetres climàtics mitjans de Khajuraho (1981–2010, extremes 1970–2010) | Paràmetres climàtics mitjans de Khajuraho (1981–2010, extremes 1970–2010) | Paràmetres climàtics mitjans de Khajuraho (1981–2010, extremes 1970–2010) | Paràmetres climàtics mitjans de Khajuraho (1981–2010, extremes 1970–2010) | Paràmetres climàtics mitjans de Khajuraho (1981–2010, extremes 1970–2010) | Paràmetres climàtics mitjans de Khajuraho (1981–2010, extremes 1970–2010) | Paràmetres climàtics mitjans de Khajuraho (1981–2010, extremes 1970–2010) | Paràmetres climàtics mitjans de Khajuraho (1981–2010, extremes 1970–2010) | Paràmetres climàtics mitjans de Khajuraho (1981–2010, extremes 1970–2010) | Paràmetres climàtics mitjans de Khajuraho (1981–2010, extremes 1970–2010) | Paràmetres climàtics mitjans de Khajuraho (1981–2010, extremes 1970–2010) |
| Mes                                                                       | Gen.                                                                      | Feb.                                                                      | Mar.                                                                      | Abr.                                                                      | Mai.                                                                      | Jun.                                                                      | Jul.                                                                      | Ago.                                                                      | Set.                                                                      | Oct.                                                                      | Nov.                                                                      | Des.                                                                      | Anual                                                                     |
| ------------------------------------------------------------------------- | ------------------------------------------------------------------------- | ------------------------------------------------------------------------- | ------------------------------------------------------------------------- | ------------------------------------------------------------------------- | ------------------------------------------------------------------------- | ------------------------------------------------------------------------- | ------------------------------------------------------------------------- | ------------------------------------------------------------------------- | ------------------------------------------------------------------------- | ------------------------------------------------------------------------- | ------------------------------------------------------------------------- | ------------------------------------------------------------------------- | ------------------------------------------------------------------------- |
| Font:                                                                     |                                                                           |                                                                           |                                                                           |                                                                           |                                                                           |                                                                           |                                                                           |                                                                           |                                                                           |                                                                           |                                                                           |                                                                           |                                                                           |

## Demografia
El 2011, el cens de població indi afirmava que Khajuraho tenia una població de 24.481 habitants. Els homes constitueixen el 52% de la població i les dones el 48%. Khajuraho té una taxa mitjana d'alfabetització del 53%, inferior a la mitjana nacional del 74,04%: l'alfabetització masculina és del 62% i l'alfabetització femenina del 43%. A Khajuraho, el 19% de la població té menys de sis anys.

## Transport

### Aire
L'aeroport de Khajuraho té vols a Delhi i Benarés. L'aeroport és 3 km al sud de la ciutat de Khajuraho, i es va obrir el 1978 per facilitar el turisme al complex de temples proper, patrimoni de la humanitat de la UNESCO. Els experts han suscitat preocupacions sobre la viabilitat d'aquest aeroport i el seu impacte en el patrimoni mundial i el medi ambient.

### Ferrocarril
L'estació de tren de Khajuraho connecta la ciutat amb un tren diari a Delhi a través de Chhatarpur, Tikamgarh, Jhansi, Gwalior, Agra i Mathura. Ofereix un tren diari que connecta amb Agra, Jaipur, Bhopal i Udaipur. Un tren local diari també connecta amb Kanpur, mentre que Benarés està connectat tres cops per setmana. Actualment, Khajuraho està connectada per ferrocarril amb Nova Delhi per dos trens, és a dir, el Geeta Jayanti Express provinent de Kurukshetra i l'Uttar Pradesh Sampark Kranti Express provinent de l'estació de tren de Hazrat Nizamuddin.